# Тверь (станция)
Тверь (в 1931—1998 — Калинин) — крупная железнодорожная станция в городе Твери, расположенная на 479—485 км главного хода Октябрьской железной дороги. По объёму выполняемой работы отнесена к 1-му классу, по характеру выполняемой работы является грузовой. Открыта в 1850 году.
Расположена в городе Твери на территории Пролетарского и Московского районов. Крупнейший транспортный узел Твери и Тверской области.
Станция эксплуатируется предприятием «Станция Тверь» Октябрьской дирекции управления движением — филиала ОАО «Российские железные дороги», объединяющее станции Тверь, Дорошиха, Доронинская, Васильевский Мох.

## История
Станция Тверская Петербурго-Московской железной дороги была открыта 29 июня 1850 года, отнесена к I классу. Приказом МПС № 227 от 21 декабря 1850 года утверждено название станции. В 1863 году станция получила нынешнее название. В комплексе станции также были построены: круглое депо на 22 стойла с поворотным кругом, островной железнодорожный вокзал, водонапорная башня.
15 июля 1864 года построена ветвь к пристани на реке Волге («Маневровый район Волга»), на средства Николаевской железной дороги, протяжением 4,854 версты, в 1868 году ветвь была передана Главному обществу российских железных дорог. В 1882 году устроен подъездной путь от данной ветки до к мукомольной мельнице братьев Коняевых (АО «Мелькомбинат»), протяжением 92 пог. сажени. В 1895 году построен подъездной путь к Рождественской мануфактуре, длиной 1,044 версты, путь был разобран в 1980-х годах. В 1901 году устроен подъездной путь к Городской Электрической дороге (Трамвайный парк), длиной 0,150 вёрст. В 1922 году уложен подъездной путь к карьеру Будакова и Архангельского, в 1930-х годах на месте карьера началось строительство завода Тверской экскаватор. В связи с застройкой города движение поездов создавало помехи для движения городского транспорта и было принято решение построить новую ветвь к пристани, а старую разобрать. Старая ветвь не функционирует и начала разбираться с 1962 год.
В 1869 году устроен подъездной путь к бумаго-прядильной фабрике Морозова, на свои средства, длиной 319 пог. сажень, в 1910 году построена ещё одна ветка к фабрике, длиной 0,872 версты.
3 ноября 1870 году устроен подъездной путь к лесной пристани г. Мейеровича, протяжением 1,136 версты. В 1888 году лесная пристань продана Серебрякову. Стремительное развитие российских железных дорог в конце XIX — начале XX века стали отправной точкой для дальнейшего развития станции: были уложены дополнительные пути, построены прямоугольное депо на 6 стойл и 2 малых депо на 1 стойло каждое, контора службы сигнализации и связи, контора паровозного депо, нефтеналивной пункт, железнодорожное училище, дома для рабочих и служащих.
Индустриализация 1930-х и последовавшее повышение интенсивности движения, мощности паровозов, весовых норм для поездов, определили необходимость технического перевооружения станции. Были уложены парки путей, стали использоваться рельсы более тяжелого типа, открыт вагонремонтный участок. Проложены подъездные пути к деревне Борихино, складам Мамулино и элеватору в Мал. Перемерках.
С началом Великой Отечественной войны станция обеспечивает движения воинских эшелонов, эвакуацию предприятий. 14 октября 1941 года станция захвачена наступающими немецкими войсками. После освобождения Калинина 16 декабря 1941, начинается незамедлительное восстановление железнодорожного узла. 16 января 1942 года на станцию из Москвы прибыл первый поезд, а 19 января 1942 года открылось движение поездов на участке Калинин — Бологое, 23 февраля 1944 года началось прямое сообщение между Москвой и Ленинградом.
Развитие железных дорог в конце 1950-х — начале 1960-х годов, электрификация главного хода Октябрьской дороги и его подготовка для движения с повышенными скоростями определили необходимость технического перевооружения станции. В 1961—1963 годах была проведена комплексная реконструкция станции: увеличена мощность путевого развития в парка и длина приёмо-отправочных путей, проведена работа по их электрификации, создана система маршрутно-релейной централизации стрелок и сигналов. Парк Д был реконструирован для сортировочной работы с обустройством горки, реконструированы пассажирские платформы.
В 1971 году присвоен код ЕСР № 0713.

В 1975 году присвоен новый код ЕСР № 07130.

В 1982 году станции присвоен код Экспресс-2 № 20600.

В 1985 году станция получила новый код АСУЖТ (ЕСР) № 061502.

В 1994 году станция получила новый код Экспресс-3 № 2004600.
В конце XX — начале XXI века работа станции была затруднена вследствие двух причин: всеобщего экономического спада на постсоветском пространстве и сокращения грузового движения на главном ходу Октябрьской железной дороги в связи с высокоскоростным движением. Планируются работы по дальнейшему техническому перевооружению станции: планируется реконструкция энергохозяйства, частичные изменения в схеме путевого развития, монтаж микропроцессорной системы электрической централизации стрелок и сигналов ЭЦ-ЕМ, автоматической локомотивной сигнализации АЛС-ЕН, тональных рельсовых цепей, аппаратуры бесперебойного питания. В августе 2018 года на станции начались работы по реконструкции контактной сети, замене опор контактной сети, установке систем освещения на ригелях жестких поперечин.

## Общие сведения
Станция Тверь по объёмам выполняемых работ отнесена к 1 классу, по характеру основной работы является грузовой. Расположена на главном ходу Санкт-Петербург — Москва. Прилегающие участки — двухпутные, род тяги — постоянного тока. Станция централизованная, включена в диспетчерский круг Клин — Спирово, находится на автономном управлении, с контролем положения стрелок и сигналов на пульте ДНЦ. Комплексный контроль за техническим состоянием пути осуществляет Тверская дистанция пути (ПЧ-3). Техническое обслуживание устройств автоматики и телемеханики осуществляет Бологовская дистанция сигнализации, централизации и блокировки (ШЧ-4), ремонт устройств СЦБ — Тверская дистанция сигнализации, централизации и блокировки (ШЧ-2). Обслуживание контактной сети осуществляет Тверская дистанция электроснабжения (ЭЧ-12). Устройства связи обслуживает Тверской региональный центр связи (РЦС-1).
Тяговое обслуживание грузовых поездов на прилегающих участках осуществляется электровозами ВЛ10, ВЛ10У приписки локомотивного депо Волховстрой. Тяговое обслуживание пассажирских поездов осуществляется электровозами ЭП2К, ЧС-200 локомотивного депо Санкт-Петербург-Пассажирский-Московский, ЭП20 депо Москва-Сортировочная-Рязанская. Высокоскоростное движение осуществляется электропоездами ЭВС1, ЭВС2. Пригородное движение осуществляется электропоездами ЭС2Г, ЭТ2М моторвагонного депо Крюково.

## Предприятия железнодорожного узла
На станции расположены предприятия:
- Железнодорожный вокзал Тверь Северо-западной дирекции железнодорожных вокзалов;
- Сервисное локомотивное депо Тверь СЛД-06 Северо-западного филиала ЛокоТех-Сервис;
- Эксплуатационное вагонное депо Тверь ВЧДЭ-14 Октябрьской дирекции инфраструктуры;
- Тверская дистанция пути ПЧ-3 Октябрьской дирекции инфраструктуры;
- Тверская дистанция сигнализации, централизации и блокировки ШЧ-2 Октябрьской дирекции инфраструктуры;
- Тверская дистанция электрификации и энергоснабжения ЭЧ-12 Октябрьской дирекции инфраструктуры;
- Тверской региональный центр связи РЦС-1 Октябрьской дирекции связи;
- Цех эксплуатации Тверь локомотивного депо Москва-Октябрьская ТЧЭ-1;
- Цех эксплуатации Тверь моторвагонного депо Крюково ТЧ-6;
- Производственный участок Тверь Октябрьской дирекции по ремонту тягового подвижного состава;
- Тверской участок Московской дистанции гражданских сооружений, водоснабжения и водоотведения НГЧ-1;
- Тверской производственный участок Московской механизированной дистанции погрузочно-разгрузочных работ МЧ-1;
- Пожарный поезд;
- Материальный склад станции Тверь Московского отдела материально-технического снабжения Санкт-Петербургской дирекции материально-технического обеспечения.

## Характеристика путевого развития
Путевое развитие станции Тверь — 82 пути. Протяженность станции — 5,5 км, развернутая длина станционных путей составляет 172,6 км. Путевое развитие станции состоит из системы парков, путей локомотивного и вагонного хозяйства. С южной стороны станции имеется однопутный обвод для пропуска четных транзитных пассажирских и грузовых поездов (21 обходной путь). Грузовой двор размещён к северу от станции, примыкает к сортировочно-отправочному парку Д. Станция имеет 7 парков: парки А, Б, В — приёмо-отправочные, парк Г — горочный, парк Д — сортировочно-отправочный, парк Р — ранжирный, парк Т — транзитный. Станция имеет последовательно-параллельное расположение парков: парки А, Б, Д расположены параллельно, последовательно по отношению к ним расположены парки В, Г, Т.

### Парки путей
- Парк А — приёмо-отправочный четных и нечетных поездов, 6 путей.
- Парк Б — приёмо-отправочный нечетных поездов, 6 путей.
- Парк В — приёмо-отправочный четных и нечетных поездов, 6 путей.
- Парк Г — горочный, 5 путей.
- Парк Д — сортировочно-отправочный, 12 путей.
- Парк Р — ранжирный, 4 пути.
- Парк Т — транзитный, 3 пути

### Границы станции
Границами станции являются:
- В четном направлении:

Со стороны станции Дорошиха: по I главному пути — входной светофор литер «Н», установленный на пикете 4791. По II главному пути — дополнительный входной светофор литер «НД».
- В нечетном направлении:

Со стороны станции Редкино: по I главному пути — дополнительный входной светофор литер «ЧД», установленный на пикете 4846. По II главному пути — входной светофор литер «Ч».

### Прилегающие к станции перегоны
- В четном направлении:
  - Тверь — Дорошиха — двупутный электрифицированный. По I главному пути — односторонняя автоматическая блокировка без проходных светофоров для движения пассажирских и грузовых поездов нечетного направления. По II главному пути — односторонняя автоматическая блокировка без проходных светофоров для движения пассажирских и грузовых поездов четного направления. Перегон оборудован устройствами для движения поездов по неправильному пути по сигналам АЛСН.
- В четном направлении:
  - Тверь — Редкино — двупутный электрифицированный. По I главному пути — односторонняя четырёхзначная автоматическая блокировка для движения пассажирских и грузовых поездов нечетного направления. По II главному пути — односторонняя четырёхзначная автоблокировка для движения пассажирских и грузовых поездов четного направления. Перегон оборудован устройствами для движения поездов по неправильному пути по сигналам АЛСН.

## Техническая оснащенность
Техническая оснащённость станции включает в себя путевое развитие, устройства СЦБ и контактной сети, сооружения и устройства локомотивного и вагонного хозяйства, автоматическую систему управления станций, маневровые средства. На станции расположены: вычислительный центр АСУ ГС, 3 поста МРЦ, тяговая подстанция ЭЧ-12 ЭЧЭ-7 29 000 кВ·А, район контактной сети ЭЧ-12 ЭЧК-7, район электроснабжения ЭЧ-12 ЭЧС-4, локомотивное депо ТЧР-3 и вагонное депо ВЧД-14. В централизацию станции включено 160 стрелочных переводов, 11 сбрасывающих башмаков, 7 стационарных тормозных упоров. Для управления движением поездов установлено 183 светофора, в том числе 60 поездных и 123 маневровых. Станция оборудована блочной маршрутно-релейной централизацией (БМРЦ) типа ТР-47. На северном посту действует система ЭЦ-МПК.

## Пассажирские устройства
К пассажирским устройствам станции относятся семь пассажирских платформ, пять из которых — платформы железнодорожного вокзала островного типа. Вокзал состоит из двух зданий. Островной вокзал — пригородный, береговой (открыт в 2001 году) — дальнего следования. Островная и береговая части вокзала соединены между собой двумя тоннелями.
| I п     | Пассажирская платформа № 1          | Высокая | 256 |
| II п    | Пассажирская платформа № 2          | Высокая | 450 |
| II п/37 | Пассажирская платформа № 2          | Низкая  | 165 |
| I п/41  | Пассажирская платформа № 3          | Высокая | 212 |
| 37/39   | Пассажирская платформа № 4          | Низкая  | 221 |
| I       | Пассажирская платформа Пролетарская | Низкая  | 150 |
| II      | Пассажирская платформа Пролетарская | Низкая  | 170 |

## Работа станции
Основное содержание работы станции Тверь заключается в безопасном пропуске пассажирских и грузовых поездов всех категорий. Важной составляющей работы станции является осуществление грузовой работы. На станции Тверь выполняются: технические операции (прием, отправление, обгон, скрещение и пропуск поездов всех категорий; маневровая работа, сортировочная работа, формирование и расформирование поездов, выявление неисправностей вагонов, смена локомотивов, экипировка вагонов), грузовые операции (сортировка, погрузка, выгрузка, подготовка вагонов), коммерческие операции (прием грузов к перевозке, взвешивание, хранение, выдача и переадресовка грузов, хранение пассажирского багажа, оформление перевозочных документов, осмотр составов поездов и средств путевого хозяйства, пломбирование вагонов).
Среднесуточное отправление грузовых поездов — 16, в том числе, своего формирования — 8. Формирование грузовых поездов осуществляется по четырём назначениям: Бологое-Московское, Торжок, Решетниково, Доронинская; из них один — сборный, три — вывозных.
| Бологое-Московское | сборный  | одногруппный |
| Решетниково        | вывозной | одногруппный |
| Торжок             | вывозной | одногруппный |
| Доронинская        | вывозной | одногруппный |

Маневровую работу обеспечивают 4 локомотива ТЭМ2 и ТЭМ18Д, работающих круглосуточно, обрабатывают также станции Дорошиха, Доронинская. Среднесуточная погрузка — 18,2 вагонов в сутки, среднесуточная выгрузка — 78,7 ваг/сут.
По летнему графику 2013 года, через станцию проследуют, в среднем, 99,4 поездов дальнего следования в сутки, в том числе — 8,8 — безостановочный пропуск. Среднесуточное отправление поездов дальнего следования по зимнему графику 2014 года — 72, в том числе 12 — безостановочный пропуск. Пассажирских поездов своего формирования станция не имеет. Технические операции по снабжению вагонов, смены локомотивов и бригад пассажирских поездов не производятся.
Среднесуточное отправление пригородных поездов составляет 35 поездов в сутки и осуществляется по четырём назначениям: Москва-Пассажирская (22, ежедневно), Бологое-Московское (6, ежедневно), Торжок (7, ежедневно), Васильевский Мох (с 2014 года — по особому указанию, на момент 2024 года ветка на Васильевский мох находится в непригодном для движения поездов состоянии на участке Доронинская - Васильевский мох).

## Дальнее сообщение
По состоянию на декабрь 2018 года через станцию курсируют следующие поезда дальнего следования:

### Круглогодичное движение поездов
| № поезда                           | Маршрут движения                   | № поезда                           | Маршрут движения                   |
| ---------------------------------- | ---------------------------------- | ---------------------------------- | ---------------------------------- |
| 5 «2 этажный»                      | Санкт-Петербург — Москва           | 6 «2 этажный»                      | -                                  |
| 9 «Псков»                          | Псков — Москва                     | 10 «Псков»                         | Москва — Псков                     |
| 15 «Арктика»                       | Мурманск — Москва                  | 16 «Арктика»                       | Москва — Мурманск                  |
| 17 «Карелия»                       | Петрозаводск — Москва              | 18 «Карелия»                       | Москва — Петрозаводск              |
| 19 «Мегаполис»                     | Санкт-Петербург — Москва           | 20 «Мегаполис»                     | Москва — Санкт-Петербург           |
| 23 «2 этажный»                     | Санкт-Петербург — Москва           | 24 «2 этажный»                     | Москва — Санкт-Петербург           |
| 25 «Смена — А. Бетанкур»           | Санкт-Петербург — Москва           | 26 «Смена — А. Бетанкур»           | Москва — Санкт-Петербург           |
| 27                                 | Санкт-Петербург — Москва           | 28                                 | Москва — Санкт-Петербург           |
| 29                                 | Санкт-Петербург — Москва           | 30                                 | Москва — Санкт-Петербург           |
| 31 «Лев Толстой»                   | Хельсинки — Москва                 | 32 «Лев Толстой»                   | Москва — Хельсинки                 |
| 33                                 | Таллин — Москва                    | 34                                 | Москва — Таллин                    |
| 35 «Северная Пальмира 2-х этажный» | Санкт-Петербург — Адлер            | 36 «Северная Пальмира 2-х этажный» | Адлер — Санкт-Петербург            |
| 41                                 | Великий Новгород — Нижний Новгород | 42                                 | Нижний Новгород — Великий Новгород |
| 43                                 | Санкт-Петербург — Новороссийск     | 44                                 | Новороссийск — Санкт-Петербург     |
| 49                                 | Санкт-Петербург — Кисловодск       | 50                                 | Кисловодск — Санкт-Петербург       |
| 59 «Волга»                         | Санкт-Петербург — Нижний Новгород  | 60 «Волга»                         | Нижний Новгород — Санкт-Петербург  |
| 81                                 | Санкт-Петербург — Белгород         | 82                                 | Белгород — Санкт-Петербург         |
| 89                                 | Санкт-Петербург — Волгоград        | 90                                 | Волгоград — Санкт-Петербург        |
| 91                                 | Мурманск — Москва                  | 92                                 | Москва — Мурманск                  |
| 107 «Самара»                       | Санкт-Петербург — Самара           | 108 «Самара»                       | Самара — Санкт-Петербург           |
| 109                                | Санкт-Петербург — Астрахань        | 110                                | Астрахань — Санкт-Петербург        |
| 111                                | Санкт-Петербург — Воронеж          | 112                                | Воронеж — Санкт-Петербург          |
| 115                                | Санкт-Петербург — Адлер            | 116                                | Адлер — Санкт-Петербург            |
| 119                                | Санкт-Петербург — Белгород         | 120                                | Белгород — Санкт-Петербург         |
| 121                                | Санкт-Петербург — Владикавказ      | 122                                | Владикавказ — Санкт-Петербург      |
| 127                                | Санкт-Петербург — Москва           | 128                                | Москва — Санкт-Петербург           |
| 131                                | Санкт-Петербург — Ижевск           | 132                                | Ижевск — Санкт-Петербург           |
| 133 «Поволжье»                     | Санкт-Петербург — Казань           | 134 «Поволжье»                     | Казань — Санкт-Петербург           |
| 135                                | Санкт-Петербург — Махачкала        | 136                                | Махачкала — Санкт-Петербург        |
| 139                                | Санкт-Петербург — Брянск           | 140                                | Брянск — Санкт-Петербург           |
| 145                                | Санкт-Петербург — Челябинск        | 146                                | Челябинск — Санкт-Петербург        |
| 753 «Сапсан»                       | Санкт-Петербург — Москва           | 754 «Сапсан»                       | Москва — Санкт-Петербург           |
| 755 «Сапсан»                       | Санкт-Петербург — Москва           | 756 «Сапсан»                       | Москва — Санкт-Петербург           |
| -                                  | -                                  | 758 «Сапсан»                       | Нижний Новгород — Санкт-Петербург  |
| 759 «Сапсан»                       | -                                  | 760 «Сапсан»                       | Москва — Санкт-Петербург           |
| 761 «Сапсан»                       | Санкт-Петербург — Москва           | 762 «Сапсан»                       | -                                  |
| 763 «Сапсан»                       | -                                  | 764 «Сапсан»                       | Москва — Санкт-Петербург           |
| 765 «Сапсан»                       | Санкт-Петербург — Москва           | 766 «Сапсан»                       | Москва — Санкт-Петербург           |
| 767 «Сапсан»                       | Санкт-Петербург — Москва           | 768 «Сапсан»                       | -                                  |
| 769 «Сапсан»                       | -                                  | 770 «Сапсан»                       | Москва — Санкт-Петербург           |
| 771 «Сапсан»                       | Санкт-Петербург — Нижний Новгород  | -                                  | -                                  |
| 773 «Сапсан»                       | -                                  | 774 «Сапсан»                       | Москва — Санкт-Петербург           |
| 775 «Сапсан»                       | Санкт-Петербург — Москва           | 776 «Сапсан»                       | Москва — Санкт-Петербург           |
| 777 «Сапсан»                       | Санкт-Петербург — Москва           | 778 «Сапсан»                       | Москва — Санкт-Петербург           |
| 779 «Сапсан»                       | Санкт-Петербург — Москва           | 780 «Сапсан»                       | Москва — Санкт-Петербург           |

### Сезонное движение поездов
| № поезда | Маршрут движения               | № поезда | Маршрут движения               |
| -------- | ------------------------------ | -------- | ------------------------------ |
| 55       | Санкт-Петербург — Москва       | 56       | Москва — Санкт-Петербург       |
| 61       | Санкт-Петербург — Москва       | 62       | Москва — Санкт-Петербург       |
| 209      | Санкт-Петербург — Москва       | 210      | Москва — Санкт-Петербург       |
| 225      | Мурманск — Адлер               | 226      | Адлер — Мурманск               |
| 227      | Санкт-Петербург — Новороссийск | 228      | Новороссийск — Санкт-Петербург |
| 241      | Мурманск — Москва              | 242      | Москва — Мурманск              |
| 245      | Санкт-Петербург — Ейск         | 246      | Ейск — Санкт-Петербург         |
| 247      | Санкт-Петербург — Анапа        | 248      | Анапа — Санкт-Петербург        |
| 259      | Санкт-Петербург — Анапа        | 260      | Анапа — Санкт-Петербург        |
| 285      | Мурманск — Новороссийск        | 286      | Новороссийск — Мурманск        |
| 293      | Мурманск — Анапа               | 294      | -                              |
| 479      | Санкт-Петербург — Сухум        | 480      | Сухум — Санкт-Петербург        |

## Коллектив станции

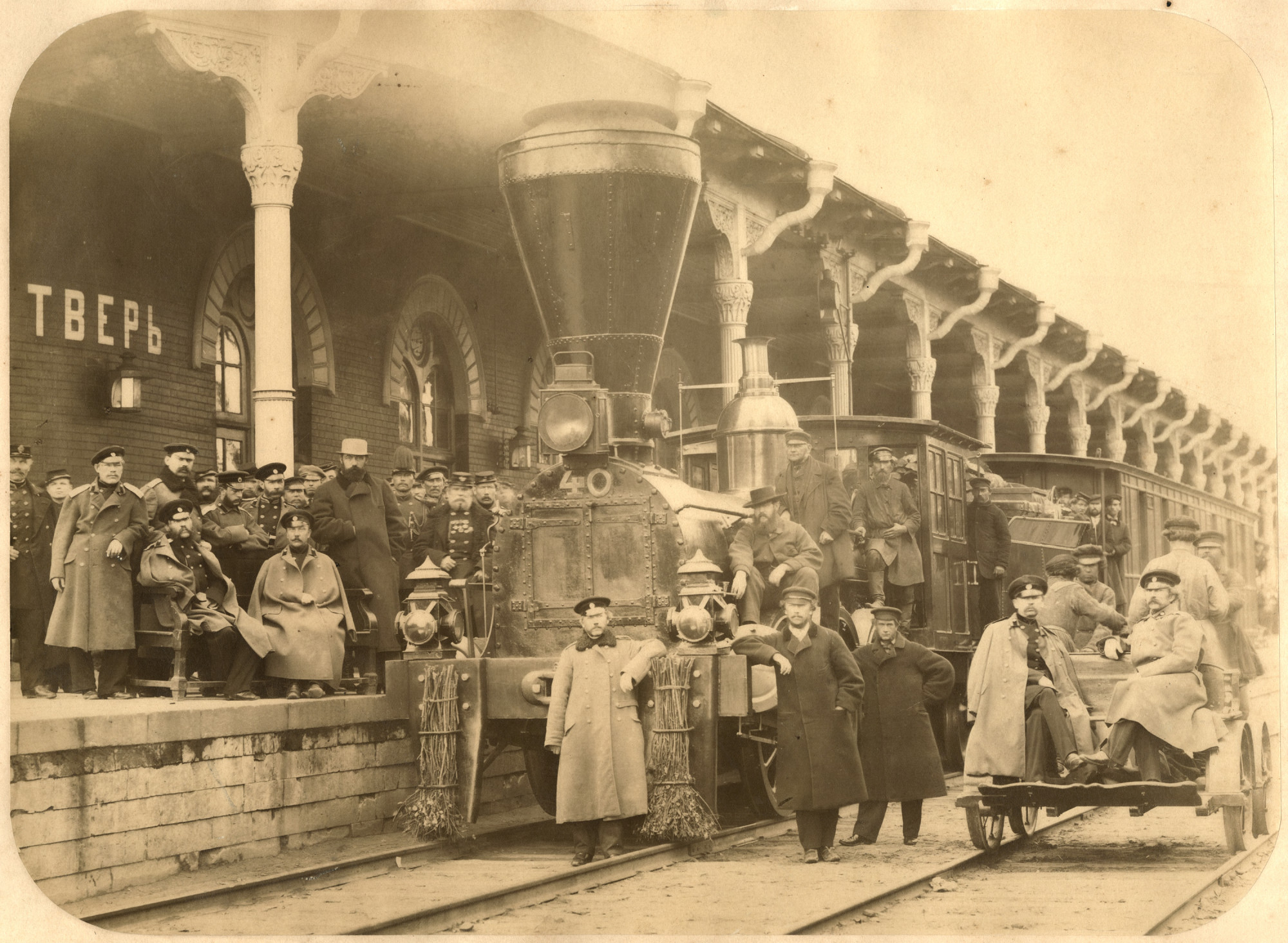
Коллектив станции Тверь. 1860-е годы.

Коллектив станции Тверь насчитывает 132 человека (2012), в основном это дежурные по станции, операторы при дежурных по станции, дежурные по паркам, дежурные по горке, регулировщики скорости отцепов, операторы СТЦ, составители поездов, сигналисты, приёмщики поездов, маневровые диспетчеры, приёмосдатчики груза и багажа, товарные кассиры. С середины 2000-х штат станции оптимизируется (в конце 1990-х коллектив предприятия насчитывал около 500 человек, в 2008—260 человек, в 2010—143 человека) за счет выведения непрофильных видов деятельности на аутсорсинг.
Многие работники станции Тверь работают на ней десятилетиями, некоторые из них имеют почётные звания:
- Маркова Тереса Валентиновна, почётный железнодорожник Октябрьской железной дороги;
- Татьяна Васильевна Сорокина, почётный железнодорожник;
- Татьяна Алексеевна Секретарёва, кавалер ордена «За заслуги перед Отечеством» II степени;
- Нина Ивановна Михайлова, почётный работник ОЖД;
- Алексей Викторович Матвеев, «мастер формирования поездов».

В разное время станцию возглавляли (в хронологическом порядке): Милов В. В., Юрьев Ю. А., Данченко А. А., Александров О. И., Тырсин В. И., Тупиневич В. И., Самофалова Ю. А.
Нынешний начальник станции — Лагов Максим Павлович